# Halite
La halite (dal greco άλς = sale e λίθος = pietra), detto anche salgemma (nome composto da sale e gemma, per il suo aspetto cristallino) a volte detto impropriamente anche come alite, è un minerale formato da cloruro di sodio, che appartiene al gruppo dell'halite. Fu descritta per la prima volta da Ernst Friedrich Glocker (1793-1858), mineralogista e geologo stratigrafico tedesco, nel 1847.

## Morfologia
Si presenta in cristalli cubici, più raramente ottaedrici, scheletrici e geminati, aggregati granulari o fibrosi, in croste e in stalattiti. Caratteristiche sono le forme a tramoggia di alcuni cristalli cubici, in cui gli spigoli sono cresciuti più in fretta del centro delle facce. Tipica fra tutte è la colorazione azzurra o violetta talora anche assai scura di alcuni esemplari. Questa colorazione è in generale da ascriversi a difetti del reticolo cristallino, probabilmente indotti dalla radioattività, come il colore viola nerastro di alcune fluoriti.
Mentre però le fluoriti sono a stretto contatto con minerali di uranio (pechblenda), e ciò spiegherebbe la radioattività, nel caso dell'halite la spiegazione è più complessa: sembrerebbe che essa sia opera del potassio, che contiene l'isotopo 40K leggermente radioattivo ed è spesso presente nei minerali (silvite e carnallite) che talvolta accompagnano l'halite.
Per la maggior parte dei cristallografi si tratta tuttavia di difetti reticolari causati dalla rapidità della crescita. 

## Origine e giacitura
Si trova principalmente sotto forma di banchi estesi formati dall'evaporazione di masse d'acqua salata (antichi laghi salati o mari); questi banchi si trovano inclusi nelle rocce di tutte le età geologiche e il loro spessore può variare da poche decine di centimetri a svariate centinaia di metri.
Spesso le rocce che lo racchiudono sono argillose, ma compatte, e pertanto praticamente impermeabili all'acqua: questo permette la conservazione del minerale, altrimenti diluito da acque sotterranee. In questi giacimenti si presenta comunemente associato a gesso, kainite, carnallite, silvite, anidrite, polialite e kieserite. Meno importanti sono i giacimenti superficiali e intermediari, formatisi per evaporazione di laghi salati recenti, dove l'halite spesso forma una crosta compatta che ricopre le acque salmastre. La si osserva anche, in piccole quantità, come prodotto di attività vulcaniche.

## Caratteristiche chimico-fisiche
Ha sapore salato. È solubile in acqua, piuttosto insolubile in etanolo. Crepita al cannello e colora la fiamma di color giallo vivo. Poiché è leggermente igroscopico, è preferibile conservarlo in luogo fresco e chiuso.

## Località di ritrovamento
A Heilbronn, Berchtesgaden e Staßfurt, in Germania; Salisburgo, in Austria, che deriva la sua etimologia dal termine stesso, Villaggio del sale; importanti giacimenti a Wieliczka, in Polonia (ormai non più sfruttato); nel Sol'-Ileckij rajon, nell'Oblast' di Orenburg, in Russia.
A Cardona, presso Barcellona; a Dax, nelle Landes, in Francia. Nella Louisiana e nel Texas si presenta sotto forma delle cosiddette salt domes, cioè cupole saline, alcune volte larghe diversi chilometri, di forma caratteristica e derivate da una vera e propria estrusione verso l'alto delle rocce sottostante.
In Italia halite compatta associata con gesso si trova solitamente entro sedimenti del Miocene superiore, depostisi durante la Crisi di salinità del Messiniano, presso le Saline di Volterra e San Gimignano, a Ponteginori, in Toscana e nella storica miniera, citata anche da Plinio il vecchio, di Lungro, in Calabria. Anche in prossimità della Valle del Neto, nel comune di Belvedere di Spinello in provincia di Crotone, è presente una miniera di salgemma, divenuta famosa per lo storico collasso del 1983. Particolarità di tale struttura è l'estrazione del salgemma che avviene tramite estrazione di salamoia a pozzi multipli.
Svariate miniere sono attive in Sicilia: in bei cristalli incolori entro masse compatte bianche a Bosco Stincone, nel comune di San Cataldo, in provincia di Caltanissetta; assieme a bischofite e carnallite nella miniera di Pasquasia del comune di Enna. Nel comune di Lercara Friddi vi è la miniera Coffara Muti di sola halite. A Petralia vi è una miniera di particolare purezza. Infine, si trova anche in piccolissimi cubetti incolori nelle fumarole secche del Vesuvio.

## Utilizzo
Hanno molteplici impieghi nell'industria.